# Szent-Györgyi-Quotient
Die Szent-Györgyi-Quotient (auch Szent-Györgyi-Formel oder Serumelektrolytformel) nach Albert Szent-Györgyi (1893–1986) beschreibt, wie sich die neuromuskuläre Erregbarkeit mit dem Anstieg oder Abfall der Elektrolyte (gelöste Ionen wie Kalzium etc.) im Blut verändert. Sie dient der besseren Merkbarkeit der Symptome, die eine Störung im Elektrolythaushalt des Körpers auslösen kann.

## Symptome
Eine Steigerung der neuromuskulären Erregbarkeit kann folgende Auswirkungen auf den Körper haben:
- Faszikulationen (Muskelzuckungen)
- Herzrhythmusstörungen
- Erbrechen, Durchfall
- Parästhesien (Missempfindungen wie Ameisenlaufen oder 'Eingeschlafensein')
- erhöhte Reizbarkeit, evtl. auch Depressionen

Eine Herabsetzung der neuromuskulären Erregbarkeit kann folgende Auswirkungen auf den Körper haben:
- Adynamie (Muskelschwäche) bis zur Pseudoparalyse (Pseudolähmung)
- Hypoventilation (herabgesetzter Atemantrieb)
- ebenfalls Herzrhythmusstörungen, Erbrechen, Durchfall

## Formel
{\displaystyle K={\frac {\lbrack K^{+}\rbrack \cdot \lbrack HCO_{3}^{-}\rbrack \cdot \lbrack HPO_{4}^{2-}\rbrack }{\lbrack Ca^{2+}\rbrack \cdot \lbrack Mg^{2+}\rbrack \cdot \lbrack H^{+}\rbrack }}}
Jeder Anstieg von K führt zu einer Steigerung der neuromuskulären Erregbarkeit, jeder Abfall von K zu einer Verminderung derselben.